# Rajiv van La Parra
Rajiv Ramon van La Parra (ur. 4 czerwca 1991 w Rotterdamie) – holenderski piłkarz występujący na pozycji pomocnika.

## Życiorys

### Kariera klubowa
Grę w piłkę nożną rozpoczął jako junior w holenderskim klubie Feyenoord. 
1 lipca 2008 podpisał kontrakt z francuskim klubem SM Caen z Ligue 1 (w sezonie 2009/2010 występował w Ligue 2). W klubie z Caen zadebiutował 8 listopada 2008 na stadionie Stade Michel d’Ornano (Caen, Francja) w przegranym 0:1 meczu przeciwko Le Havre AC. Latem 2011 jego umowa została rozwiązana i wrócił do Holandii w poszukiwaniu nowego klubu. Po nieudanym procesie z AZ Alkmaar, ostatecznie 20-letni skrzydłowy podpisał 30 sierpnia 2011 dziesięciomiesięczny kontrakt z opcją przedłużenia z SC Heerenveen z Eredivisie. Jego kontrakt z SC Heerenveen wygasł latem 2014, a po odrzuceniu nowego kontraktu 10 czerwca ogłoszono, że przeniósł się do angielskiej drużyny Wolverhampton Wanderers z EFL Championship i zawarł trzyletni kontrakt. W klubie zadebiutował 10 sierpnia 2014 na stadionie Molineux Stadium (Wolverhampton, Anglia) w wygranym 1:0 meczu ligowym 1. kolejki przeciwko Norwich City F.C., zdobywając asystę przy golu Davida Edwardsa. Z Wolverhampton Wanderers został pożyczony do Brighton & Hove Albion F.C. (2015–2016) i Huddersfield Town F.C. (2016). 1 lipca 2016 przeszedł do Huddersfield Town, kwota odstępnego 900 tys. euro, skąd w 2019 został wypożyczony do Middlesbrough F.C. 31 sierpnia 2019 został zawodnikiem serbskiej drużyny FK Crvena zvezda z Super liga Srbije, kwota odstępnego 1,2 mln euro. 1 kwietnia 2020 kontrakt z piłkarzem został rozwiązany co ulży finansom klubu, gdy trwa pandemia COVID-19.  

### Kariera reprezentacyjna
Był reprezentantem Holandii w kategoriach: U-17, U-18, U-19 i U-21.

## Sukcesy

### Klubowe
SM Caen
- Zwycięzca Ligue 2: 2009/2010